# 斯特拉特福庄园
斯特拉特福庄园（英語：Stratford Hall）位于美国弗吉尼亚州威斯特摩兰县，是李家族四代人的故居，其中包括兩名獨立宣言起草人，同時它也是美國內戰時的著名將領羅伯特·李的出生地。斯特拉特福庄园于1960年被认定为美国国家历史地标，1966年入选美国史迹名录。

## 歷史

### 李家族
托马斯·李於1717年在為殖民地政府工作時買下了後來建造了斯特拉福莊園的土地。他意識到這塊濱水區域的商業與農業價值，計劃於此建造一座喬治亞式的大宅，但是建築工程直到18世紀30年代才開始。這座兩層、H形、磚結構大宅一直保存至今，但是它的設計人已無人知曉。托马斯·李將它擴建成了一個大型的種植園，擁有一個位於波托馬克河的有大量貨船停泊的碼頭、用來磨碎小麥和玉米的穀物磨粉機和為種植園服務的奴隸與契約傭工。

### 李家族之後
威廉·C.薩默維爾於1822年從亨利·李四世手中購買了這座莊園，然而在他死後，他的繼承人發現李四世的債務仍然拖累著這個莊園。1828年種植園也被取消了抵押品贖回權，被威斯特摩蘭縣的亨利·D.斯托克收購，斯托克的妻子Besty Storke是李四世妻子的妹妹。她一直居住在這裡直到1879年逝世，並被埋葬在莊園裡。
1929年，一群女子決定要保護羅伯特·李和他的家族的記憶，成立了羅伯特·E. 李紀念協會 ，並且從斯托克的後人那裡購買了斯特拉福莊園。現在這裡仍然被這個協會管理著，並且對公眾開放。
今天遊人們可以參觀大宅、大多數附屬建築、重新修復的穀物磨粉機，也可以遊覽花園、步行小徑和在這裡發現的中新世懸崖。

## 人物
- 托马斯·李：弗吉尼亚殖民地总督
- 理查德·亨利·李：美国参议院议员、美国众议院议员、大陆会议主席、《美国独立宣言》签署人
- 弗朗西斯·莱特富特·李：《美国独立宣言》和《邦联条例》签署人
- 托马斯·勒德韦尔·李：《弗吉尼亚权利法案》修订者
- 亨利·李三世：弗吉尼亚州州长、美国众议院议员、美国陆军少将
- 罗伯特·李：美利坚联盟国部队总司令、华盛顿与李大学校长